# Планинска тундра
Планинската тундра (също алпийска тундра, високопланинска тундра) е вид екосистема или биом, който не съдържа дървета поради голямата си надморска височина и свързания с това суров климат.
С приближаването на географската ширина до полюсите праговата надморска височина на алпийската тундра намалява, докато достигне морското равнище и алпийската тундра се слива с полярната тундра.
Голямата надморска височина създава неблагоприятен климат: твърде студено и ветровито е, за да поддържа растежа на дърветата. Алпийската тундра преминава в субалпийски гори под границата на горите; Нискорастящите гори, намиращи се в екотона на горската тундра, са известни като krummholz (на руски криволесье) – вид гора, характеризираща се с ниски (до 10 m) извити (и понякога усукани като спирала) дървета и храсти, често със стелещи се по земята клони. С нарастване на надморската височина тундрата завършва на снежната линия, където снегът и ледът се задържат през цялото лято.
Алпийската тундра се среща в планините по целия свят. Флората на високопланинската тундра се характеризира с ниски, близки до земята храсти. Студеният климат на високата тундра се дължи на адиабатното охлаждане на въздуха и е подобен на полярния климат.